# Qiyaslı-Moschee

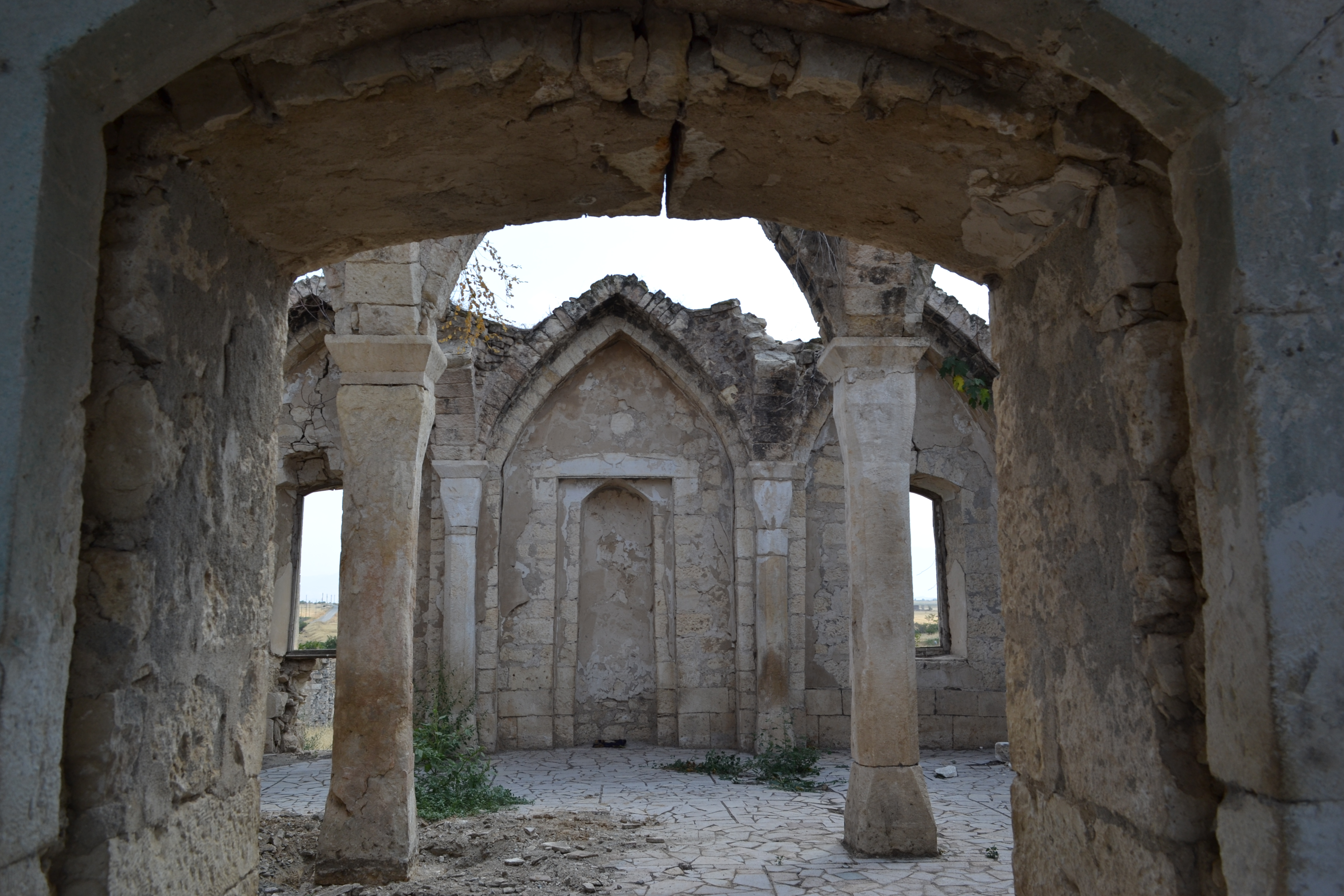
Qiyaslı-Moschee, Innenraum

Qiyaslı-Moschee (aserbaidschanisch Qiyaslı məscidi) ist ein schiitisch-aserbaidschanisches Gotteshaus im Dorf Qiyaslı von Ağdam.

## Geographische Lage und Architektur
Das Dorf Qiyaslı liegt wenige Kilometer nördlich der Provinzhauptstadt Ağdam. Die Moschee selbst wurde im 18. Jahrhundert in Zeiten des Khanat Karabach erbaut. Sie verfügte bei der Errichtung über zwei Minarette, was als eine architektonische Besonderheit der damaligen Zeit galt. Der große zentrale Bogen aus dem achtzehnten Jahrhundert, wie bei den religiösen Stätten in Şuşa (Schuscha) und Ağdam, war ein Wesensmerkmal der Qiyaslı-Moschee.
Im Zuge des Ersten Bergkarabachkrieges (1992–1994) wurde das Dorf Qiyaslı und damit ein Großteil des Rayons Ağdam im Sommer 1993 von armenischen Truppen militärisch besetzt.
Gemäß dem trilateralen Abkommen zwischen den Staats- und Regierungschefs Armeniens, Aserbaidschans und Russlands vom 10. November 2020 erfolgte die Rückgabe von Qiyaslı an Aserbaidschan.
Kirill Kriwoscheew, Korrespondent von Kommersant, der das Dorf ebenfalls nach Ende der Besatzungszeit besuchte, stellte fest, dass im Hof der Moschee Heuhaufen lagen und in der Nähe ein Pferch errichtet worden war.